# Восток-1 (антарктическая станция)
Восток-1 — ликвидированная временная советская полярная станция. Расположена на равнине Восточной Антарктиды в 620 км к югу от станции Мирный на высоте 3252 м над уровнем моря. Толщина ледяного покрова под станцией — 2900 м.

## История
Сооружение было начато 18 марта 1957 года, 12 апреля начались метеорологические наблюдения, позднее — аэрологические, актинометрические и гляциологические исследования. На станции находились радиостанция, электростанция с дизельными генераторами мощностью 12 и 24 кВт, кают-компания с камбузом и жилое помещение.
1 декабря 1957 года станция была закрыта, а оборудование перевезено в район геомагнитного полюса, на место будущей станции Восток.

## Климат в районе станции
Среднегодовая температура воздуха −47,4 °C, максимальная −24,4 °C, минимальная −73,3 °C. Среднемесячная скорость ветра 5,3—8,1 м/с, максимальная — 22 м/с. Ветер преимущественно дует с юго-востока. Полярная ночь с 15 мая по 27 июля.